# Nation gozitaine
1798–1801
Entités précédentes :
- Occupation française de Malte

Entités suivantes :
- Protectorat de Malte

La Nation gozitaine est la courte période entre 1798 et 1801 pendant laquelle l'île de Gozo, appartenant à l'archipel maltais, a été un État indépendant. Cette période, entre les dominations française et britannique, est parfois appelée en italien la Nazione Gozitana (« la Nation gozitaine »), ou In-Nazzjon Għawdxi en maltais.

## L'occupation française
La jouissance de l'archipel avait été cédée aux Chevaliers de l'Ordre de Saint-Jean de Jérusalem en 1530 par Charles Quint à la condition qu'ils occupent et défendent les îles maltaises.
Les troupes françaises du général Bonaparte débarquent à Malte le 10 juin 1798. En deux jours, ils mettent fin à 267 ans de domination de l'Ordre.

## Le soulèvement de Gozo
Assez rapidement une mésentente s’établit entre les Maltais et les Français sur des questions d'abord religieuses. Des mouvements d'opposition aux Français se créent, attisés en sous-main par les Britanniques qui viennent de détruire la flotte méditerranéenne française à la bataille d'Akoubir le 1er août 1798. La Royal Navy impose alors un blocus maritime, appuie une révolte des Maltais contre les autorités d'occupation françaises.
Le 2 septembre 1798, les Maltais se rebellent contre les Français à Mdina. Dès le lendemain, la nouvelle se répand à Gozo. Le 4 septembre 1798, quatre gozitains (l'archiprêtre Don Saverio Cassar, l'avocat Giuseppe Grima, le docteur Salvatore Fenech et le marchand Martino Hasciach) se constituent en comité temporaire pour administrer l'île de Gozo et choisissent Saverio Cassar (1746-1805) à sa tête. Le comité décide de bloquer les 217 soldats français dans la citadelle, ils organisent une milice, des partisans pro-français sont arrêtés, trois canons sont capturés. Cassar prend contact avec le gouvernement du royaume de Sicile pour obtenir des armes et de la nourriture. Le quartier général est établi dans la Banca Giuratale (en) (aujourd'hui le siège du Conseil local de Victoria). Le 18 septembre, les représentants de la population de l'île constituent un gouvernement provisoire pour Gozo et choisissent Saverio Cassar comme chef d'un gouvernement comprenant 24 membres.
Les troupes françaises à La Vallette sont impuissantes à aider les assiégés en raison du blocus britannique. Mais à Gozo, les problèmes sont nombreux, surtout pour approvisionner l'île. Ils reçoivent l'aide non pas des Siciliens mais de navires portugais et britanniques. Le 24 octobre 1798, Saverio Cassar est reçu à bord du HMS Vanguard par l'amiral Horatio Nelson. L'intervention de Nelson et de Alexander Ball va permettre la capitulation des troupes françaises le 28 octobre. Le jour suivant, le capitaine anglais John Cresswell prend possession de la citadelle.

## La Nazione Gozitana(1798-1801)
Le 29 octobre 1798, les Britanniques transfèrent le contrôle de la citadelle et le reste de l'île aux Gozitans. Gozo devient une région indépendante avec Saverio Cassar à sa tête. Il prend le titre de « gouverneur général de l'île de Gozo » et « chef du gouvernement pour le roi de Naples ». Cassar considère en effet le royaume de Naples comme l'héritier du royaume de Sicile à qui revient de jure le territoire maltais depuis la défection des Hospitaliers de l'ordre de Saint-Jean de Jérusalem. Il s'agit aussi pour ce prêtre catholique de faire allégeance à un État italien catholique plutôt qu'à une monarchie anglicane (le Royaume de Grande-Bretagne) ou une république laïque (la République française). Mais cette allégeance est quasi virtuelle, Gozo est pendant deux ans un micro-État, dirigé par son archiprêtre.
Le gouvernement provisoire inclut plusieurs représentants britanniques et maltais. Leur première action est de distribuer des vivres aux 16 000 habitants de l'île. Le 30 octobre, Cassar demande au roi Ferdinand III que Gozo devienne un diocèse distinct (le diocèse de Gozo sera finalement créé le 22 septembre 1864, 65 ans après la demande de Cassar). Pendant son mandat, Cassar organise l'administration, ouvre des tribunaux, élit de nouveaux juristes et ouvre un bureau de douane.

## Fin de l'autonomie et domination britannique
Le blocus de Malte porte finalement ses fruits. Les troupes françaises de La Vallette se rendent aux Britanniques le 4 septembre 1800 alors que la mortalité au sein de la garnison atteignait une centaine de morts par jour en raison de la sous-nutrition et du typhus. L'archipel maltais passe alors sous protectorat britannique.
Cassar continue à régner sur une Gozo quasi indépendante jusqu'au 20 août 1801, lorsque le commissaire civil britannique, Charles Cameron, lui retire son poste. C'est l'occasion pour le nouvel occupant d’assoir son autorité et de débarrasser d'un personnage peu fiable car allié au royaume de Naples. C'est aussi la fin de l'indépendance de Gozo. Emmanuel Vitale, un autre dirigeant de l'insurrection maltaise, est alors nommé gouverneur de Gozo, poste qu'il a occupé jusqu'à sa mort quatorze mois plus tard, mais il est beaucoup plus favorable à la tutelle britannique. En 1814, le poste de gouverneur de Gozo est supprimé, l'administration de l'île passant alors dans les mains d'un fonctionnaire britannique.